# Nathan Young
Nathan Young es un personaje de Misfits, interpretado por Robert Sheehan. Aparece en el primer episodio de la serie y el 10 de abril de 2011 anunció que no volvería para la tercera temporada. 
Nathan fue enviado a servicios comunitarios por robar unos caramelos, romper algunas cosas y negarse a pagarlas. Es el último en descubrir su poder, luego de morir al caerse del techo del centro de servicios comunitarios y revivir en su tumba. Su poder es la inmortalidad, pero no es el único, ya que luego de que su hermano fallezca en un incendio, todavía puede comunicarse con él, y de esa forma se da cuenta de que puede hablar con los muertos.
Luego de encontrarse con Seth, este le da un nuevo poder, y es el de ser mago. Nathan utiliza este poder para estafar a los casinos de Las Vegas, y al ser descubierto, es arrestado.
Gracias a su interpretación, Robert Sheehan fue nominado a un premio BAFTA
- Datos: Q6969438